# Anne Lenk
Anne Lenk (* 1978) ist eine deutsche Theaterregisseurin.

## Leben
Nach dem Studium der Theaterwissenschaft in Gießen absolvierte sie eine Ausbildung zur Theaterregisseurin an der Otto-Falckenberg-Schule in München, die sie 2007 abschloss.
Bereits in diesem Jahr debütierte sie als Regisseurin mit Liebelei von Arthur Schnitzler beim Körber Studio Junge Regie in Hamburg und beim Young Actors Project am Salzburger Mozarteum.
Ebenfalls 2007 begann ihr Wirken als freischaffende Regisseurin am Theater Augsburg. Dort inszenierte sie u. a. Trommeln in der Nacht von Bertolt Brecht und Maria Magdalena von Friedrich Hebbel.
In Bochum führte sie Regie bei Brechts Herr Puntila und sein Knecht Matti und Die Unsicherheit der Sachlage von Philipp Löhle. Zudem arbeitete Lenk am Residenztheater München, in Lübeck, Aachen, Wien, Osnabrück.
In den Spielzeiten 2018/19 und 2019/2020 war Anne Lenk Hausregisseurin am Schauspiel des Staatstheaters Nürnberg.

## Auszeichnungen (Auswahl)
- 2020: Friedrich-Luft-Preis für ihr Stück ''Menschenfeind''[1]
- 2020: Berliner Theatertreffen für ihr Stück ''Menschenfeind''
- 2024: Verleihung des Nestroy-Theaterpreises 2024: Beste Bundesländer-Aufführung für Von einem Frauenzimmer am Schauspielhaus Graz[2]

## Theatrografie
- 2007: Push Up 1–3, Roland Schimmelpfennig, Theater Augsburg
- 2008: somebodyELSE, nach Arthur Schnitzler, Theater Augsburg
- 2008: Das Glück läßt sich nicht suchen, Juliane Kann, Schauspielhaus Bochum (UA)
- 2008: Krankheit der Jugend, Ferdinand Bruckner, Theater Augsburg
- 2008: Finnisch – oder ich möchte dich vielleicht berühren, Martin Heckmanns, Theater Lübeck
- 2009: Trommeln in der Nacht, Bertolt Brecht, Theater Augsburg
- 2009: Die Unsicherheit der Sachlage, Philipp Löhle, Schauspielhaus Bochum
- 2010: Herr Puntila und sein Knecht Matti, Bertolt Brecht, Schauspielhaus Bochum
- 2010: Der Fundamentalist, Juha Jokela, Theater Aachen (DEA)
- 2011: Maria Magdalena, Friedrich Hebbel, Theater Augsburg
- 2011: Der Koch, der Maler und der Barbier des Präsidenten, Ceridwen Dovey, Theater Osnabrück
- 2012: Du hast gewackelt. Requiem für ein liebes Kind, Franz Xaver Kroetz, Residenztheater München, eingeladen zu den Mülheimer Dramatikertagen
- 2012: Spieltrieb, Juli Zeh, Theater Aachen
- 2012: Ein Sommernachtstraum, William Shakespeare, Theater Osnabrück
- 2013: Minna von Barnhelm, Gotthold Ephraim Lessing, Theater Augsburg
- 2013: Bernarda Albas Haus, Federico García Lorca
- 2013: Räuberhände, nach Finn-Ole Heinrich, Thalia Theater Hamburg, eingeladen zu „Augenblick mal“, Berlin
- 2014: In der Republik des Glücks, Martin Crimp, Thalia Theater Hamburg
- 2014: Phosphores Nis-Momme Stockmann, Ruhrfestspiele Recklinghausen, Residenztheater Berlin, eingeladen zu den Autorentheatertagen, Berlin
- 2014: Hoppla, wie leben!, Ernst Toller, Residenztheater München
- 2015: Winterreise, Elfriede Jelinek, Thalia Theater Hamburg
- 2015: Kleiner Mann – was nun?, Hans Fallada, Theater Augsburg
- 2019: Der Menschenfeind von Molière, Deutsches Theater Berlin[3]
- 2019: Iphigenie von Euripides und Johann Wolfgang von Goethe, Schauspiel Hannover[4]
- 2020: Maria Stuart von Friedrich Schiller, Deutsches Theater Berlin[5]
- 2021: Der eingebildete Kranke von Molière, Schauspiel Hannover[6]
- 2021: Der zerbrochne Krug von Heinrich von Kleist, Deutsches Theater Berlin[7]
- 2022: Amphitryon von Heinrich von Kleist, Staatstheater Nürnberg[8]